# ViewSonic
ViewSonic Corporation er en amerikansk multinational elektronikproducent med hovedkvarter i Brea, Californien.
Virksomheden blev etableret i 1987 som Keypoint Technology Corporation af James Chu og skiftede navn til sit nuværende i 1993. I 1990 lancerede de deres første computerskærme. ViewSonic er i dag specialiseret i display-hardware, hvilket inkluderer LCDs, projektorer og interaktive whiteboardss.